# Елисавета Кондратиева
Елисавета (Елизавета) Павловна Кондратиева или Кондратова е българска просветна деятелка от бесарабски или руски произход.  произход.

## Биография
Родена е в Болград. Заминава за Македония, където развива широка просветна дейност. Назначена е за директорка на българската девическа гимназия „Свето Благовещение“ в Солун и на пансиона. Преподава там в периода от 1886 до 1889 година. Близка е на известния с просръбските си позиции руски генерален консул в Солун Иван Ястребов , за когото записва от ученички образци от македонските говори.